# 쇠니
쇠니(헝가리어: Szőny)는 헝가리의 옛 도시이다. 1977년 이래로 코마롬이라는 마을의 일부이다.

## 역사
로마 군단 중 하나인 아디우트릭스 제1군단이 이곳에 서기 86년부터 5세기 중엽까지 주둔했으며 파르티아 전쟁에 몇 차례 참전했었다.
쇠니는 로마인들에게 브리게티오(Brigetio)라 알려졌으며, 발렌티니아누스 1세 황제가 사망한 곳이다. 중요한 로마의 군 인증서가 20세기 초 이곳에서 발견되었고 현 대영박물관의 소장품으로 존재한다. 이후 중세 시대에는 ‘카마룸’ (Camarum)이라 불렸다. 쇠니는 Helen과 Judith이라는 결합 쌍둥이에 관한 가장 초기 기록들 중 하나가 있다.
제2차 세계 대전의 원유 전역 동안, 쇠니의 원유 정유소는 전략 폭격의 대상이었다.